# STS-53
STS-53 var en flygning i det amerikanska rymdfärjeprogrammet, den femtonde flygningen med rymdfärjan Discovery. Den sköts upp från Pad 39B vid Kennedy Space Center i Florida den 2 december 1992. Efter drygt sju dagar i omloppsbana runt jorden återinträdde rymdfärjan i jordens atmosfär och landade vid Edwards Air Force Base i Kalifornien.
Flygningen gjordes på uppdrag av USA:s försvarsdepartement.